# Aplidium pentatrema
Aplidium pentatrema is een zakpijpensoort uit de familie van de Polyclinidae. De wetenschappelijke naam van de soort werd in 1972 voor het eerst geldig gepubliceerd door Françoise Monniot.